# Піхотна дивізія «Гросс Борн»
Піхотна дивізія «Гросс Борн» (нім. Infanterie-Division Groß-Born) — піхотна дивізія Вермахту, що існувала наприкінці Другої світової війни.

## Історія
Піхотна дивізія «Гросс Борн» сформована 3 серпня 1944 року у ході 31-ї хвилі мобілізації у 2-му військовому окрузі на навчальному центрі Гросс Борн (нім. Truppenübungsplatz Groß-Born), як «дивізія-тінь» (нім. Schatten-Division). 25 серпня була переформована на 570-ту фольксгренадерську дивізію.

## Райони бойових дій
- Німеччина (серпень 1944).